# Phokwane
Phokwane – gmina w Republice Południowej Afryki, w Prowincji Przylądkowej Północnej, w dystrykcie Frances Baard. Siedzibą administracyjną gminy jest Hartswater.